# HMS Tiger (C20)
HMS Tiger (C20) là một tàu tuần dương trực thăng và chỉ huy, chiếc dẫn đầu của lớp tàu mang tên nó, và là một trong những tàu tuần dương cuối cùng của Hải quân Hoàng gia Anh Quốc.

## Thiết kế và chế tạo
Tiger được đặt lườn như là chiếc tàu tuần dương hạng nhẹ Bellerophon vào năm 1941 tại xưởng tàu John Brown, như một phần của thuộc lớp tàu tuần dương Minotaur. Chúng chỉ có một mức độ ưu tiên thấp trong chế tạo, do áp lực cần có các kiểu tàu chiến khác trong Chiến tranh Thế giới thứ hai, đặc biệt là tàu chống tàu ngầm. Bellerophon được đổi tên thành Tiger vào năm 1945, và được hạ thủy khi chỉ mới hoàn tất một phần vào ngày 25 tháng 10 năm 1945. Nó được đỡ đầu bởi Lady Stansgate, phu nhân Tử tước William Benn, Bộ trưởng Bộ Hàng không và là mẹ của Dân biểu Anthony Wedgewood Benn. Tuy nhiên, công việc hoàn tất Tiger bị ngừng lại vào năm 1946, và nó bị bỏ không tại Dalmuir.
Vào năm 1954, việc chế tạo Tiger được tái tục, nhưng theo một thiết kế mới mà nó trở thành chiếc dẫn đầu của lớp Tiger. Thiết kế được thông qua vào năm 1951, nhưng việc chế tạo chỉ được tiến hành trở lại từ năm 1954. Nó được trang bị pháo QF 6 inch (152 mm) Mark N5 hoàn toàn tự đ̣ộng trên những tháp pháo nòng đôi góc cao, mỗi khẩu có khả năng bắn 20 phát mỗi phút; và một dàn pháo hạng hai QF 3 inch (76 mm) Mark N1 hoàn toàn tự đ̣ộng bắn được 90 quả đạn mỗi phút cho mỗi khẩu. Nó không có vũ khí phòng không hạng nhẹ hay ống phóng ngư lôi. Hệ thống điều hòa nhiệt độ được trang bị suốt con tàu, cùng một hệ thống liên lạc điện thoại tự động 200 số. Mỗi khẩu đội 6 inch và 3 inch có hệ thống kiểm soát hỏa lực của riêng nó, kết nối với một bộ radar dành riêng. Tiger cuối cùng được đưa vào hoạt động cùng Hải quân Hoàng gia vào tháng 3 năm 1959.

## Hoạt động
Sau các hoạt động chạy thử máy, Tiger thực hiện chuyến đi biểu dương lực lượng vào mùa Thu đến các cảng Gdynia, Stockholm, Kiel và Antwerp tại châu Âu. Vào cuối năm 1959, nó được bố trí đến Địa Trung Hải hoạt động trong một năm với vai trò soái hạm của hạm đội dưới quyền Đô đốc Michael Pollock. Nó tham gia các hoạt động tại Viễn Đông trong vụ khủng hoảng Đối đầu Indonesia vào đầu những năm 1960. Đến năm 1966, nó là địa điểm diễn ra cuộc gặp gỡ giữa hai thủ tướng Harold Wilson của Anh và Ian Smith của Rhodesia, nước này đã đơn phương tuyên bố độc lập khỏi Liên hiệp Anh do thái độ khăng khăng của Anh đòi hủy bỏ luật lệ của thiểu số người da trắng. Tiger được đưa về lực lượng dự bị vào năm 1966.

## Cải biến – Lạc hậu – Ngừng hoạt động
Tiger trải qua một đợt cải biến lớn tại Căn cứ Hải quân Hoàng gia Devonportđể trở thành một tàu tuần dương trực thăng và chỉ huy từ năm 1968 đến năm 1972. Việc tái cấu trúc bao gồm thay thế các tháp pháo 6 inch bằng một sàn đáp và hầm chứa dành cho bốn máy bay trực thăng Westland Wessex, và sau đó là kiểu Westland Sea King; cùng các bệ phóng tên lửa Sea Cat. Nó cũng có các dàn radar mới và những ống khói cao hơn, cùng những thiết bị chỉ huy, kiểm soát và thông tin liên lạc tiên tiến, khiến nó hữu ích trong vai trò soái hạm của đội đặc nhiệm. Việc tái cấu trúc nó rất tốn kém; nhiều người tranh luận rằng kinh phí dùng để cải biến Tiger cùng với con tàu chị em HMS Blake thành những tàu tuần dương trực thăng đã làm tiêu tốn nhiều nguồn lực, có thể được sử dụng tốt hơn trong những việc khác.
Tiger hoạt động trở lại vào năm 1972. Thủy thủ đoàn đông người đã khiến việc vận hành và bảo quản nó khá tốn kém. Khi các khó khăn về kinh tế diễn ra vào đầu những năm 1970 khiến phải cắt giảm nhân sự quốc phòng đưa đến thiếu hụt về biên chế. Dù sao Tiger cũng phục vụ đủ lâu để kịp tham gia cuộc Duyệt binh Hạm đội của Hải quân Hoàng gia tại Spithead vào năm 1977 nhân kỷ niệm Ngân khánh (25 năm) đăng quang của Nữ hoàng Elizabeth II. Đến năm 1978, Tiger được đưa về lực lượng dự bị, rồi sau đó được đưa vào danh sách loại bỏ vào năm 1979. Cả Tiger lẫn con tàu chị em HMS Blake được cho neo đậu bất động tại Căn cứ Hải quân Hoàng gia Chatham.
Chỉ vài ngày sau khi Chiến tranh Falklands nổ ra vào cuối tháng 3 năm 1982, cả hai được nhanh chóng khảo sát nhằm xác định tình trạng có thể tái sử dụng. Cả hai chiếc đều ở trong tình trạng rất tốt, và được đưa vào ụ tàu (Tiger ở Portsmouth và Blake ở Chatham) bắt đầu công việc tái kích hoạt, với ý định sử dụng các khẩu pháo 6 inch của chúng cho nhiệm vụ bắn phá bờ biển. Đến cuối tháng 5, người ta xác định các con tàu không thể kịp hoàn thành để có thể tham gia chiến tranh, nên công việc bị ngừng lại. Cho dù Chile bày tỏ sự quan tâm muốn sở hữu Tiger (và cả tàu chị em Blake), việc mua bán không tiến triển, và nó bị bỏ không tại cảng Portsmouth trong tình trạng không được bảo trì cho đến giữa năm 1986, khi nó bị bán để tháo dỡ. Nó được kéo đến Tây Ban Nha, và việc tháo dỡ được bắt đầu vào tháng 10 năm 1986.